# Route asiatique 2

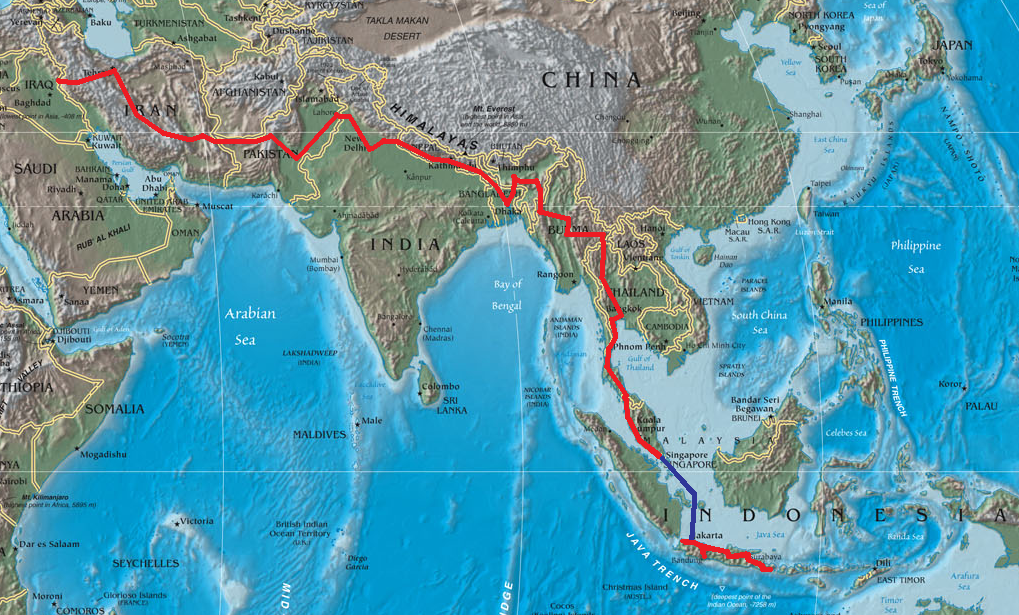
Carte de la Route asiatique 2.

Pour les articles homonymes, voir Route 2.

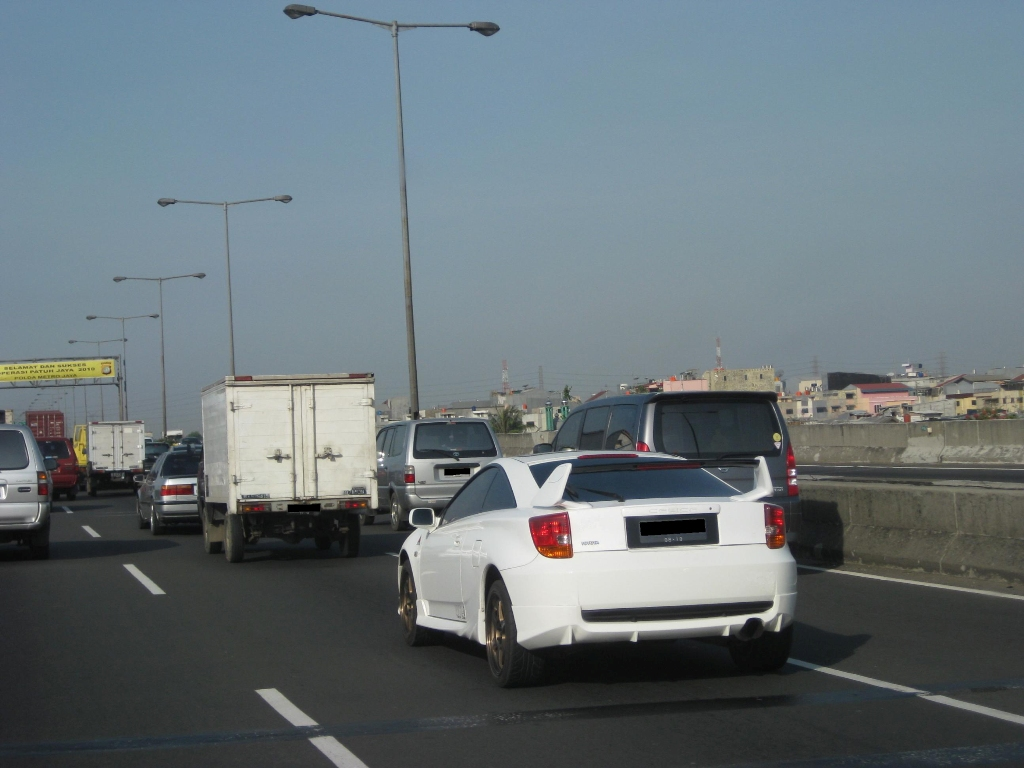
Autoroute à Java en Indonésie, un des tronçons de l'AH2.

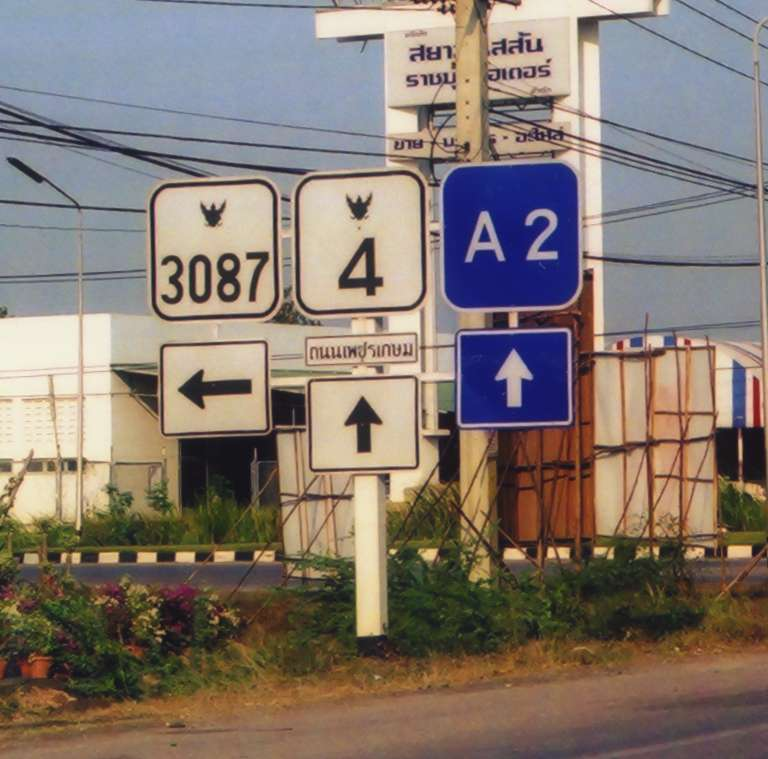
Panneau signalant la route asiatique 2 près de Ratchaburi en Thaïlande.

La route asiatique 2 ou AH2 est une branche du Réseau routier asiatique qui s'étire sur 13 177 km de Denpasar en Indonésie à Khosravi en Iran. La route suit l'itinéraire suivant :

## Indonésie
Denpasar — Surabaya — Surakarta — Semarang — Cikampek (— Bandung) — Jakarta (— Merak)

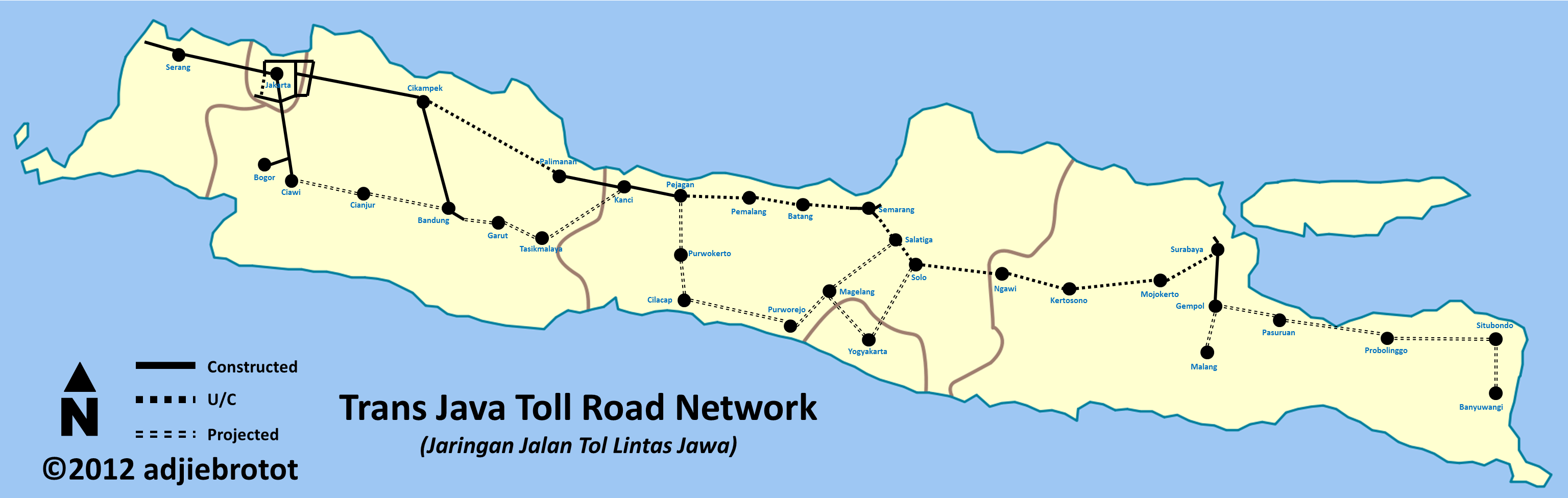
L'autoroute Trans-Java.

Routes indonésiennes faisant partie de l'AH2 :
- Autoroute Nusa Dua-Ngurah Rai-Benoa (Bali Toll Road)
- Autoroute transjavanaise

Ponts indonésiens faisant partie de l'AH2 :
- Pont de Suramadu (reliant Java oriental à Madura)
- Pont du Détroit de Bali (en projet, reliant Java oriental à Bali)
- Pont du détroit de la Sonde (en projet, reliant Banten dans l'Ouest de Java à Lampung dans le Sud de Sumatra
- Malacca Strait Bridge (en projet, reliant les îles Riau à Sumatra à Malacca en Malaisie)

## Singapour
Singapour
Voir aussi :
- Bukit Timah Expressway
- Johor Causeway

## Malaisie
Johor Bahru — Senai Utara — Seremban — Kuala Lumpur — Butterworth — Bukit Kayu Hitam
Le statut du tronçon de l'AH2 traversant la frontière malaisiano-singapourienne n'a pas encore été arrêté. La Malaisie a désigné sa Second Link Expressway comme partie de l'AH2, alors que Singapour a désigné la chaussée Johor-Singapour.

## Thaïlande

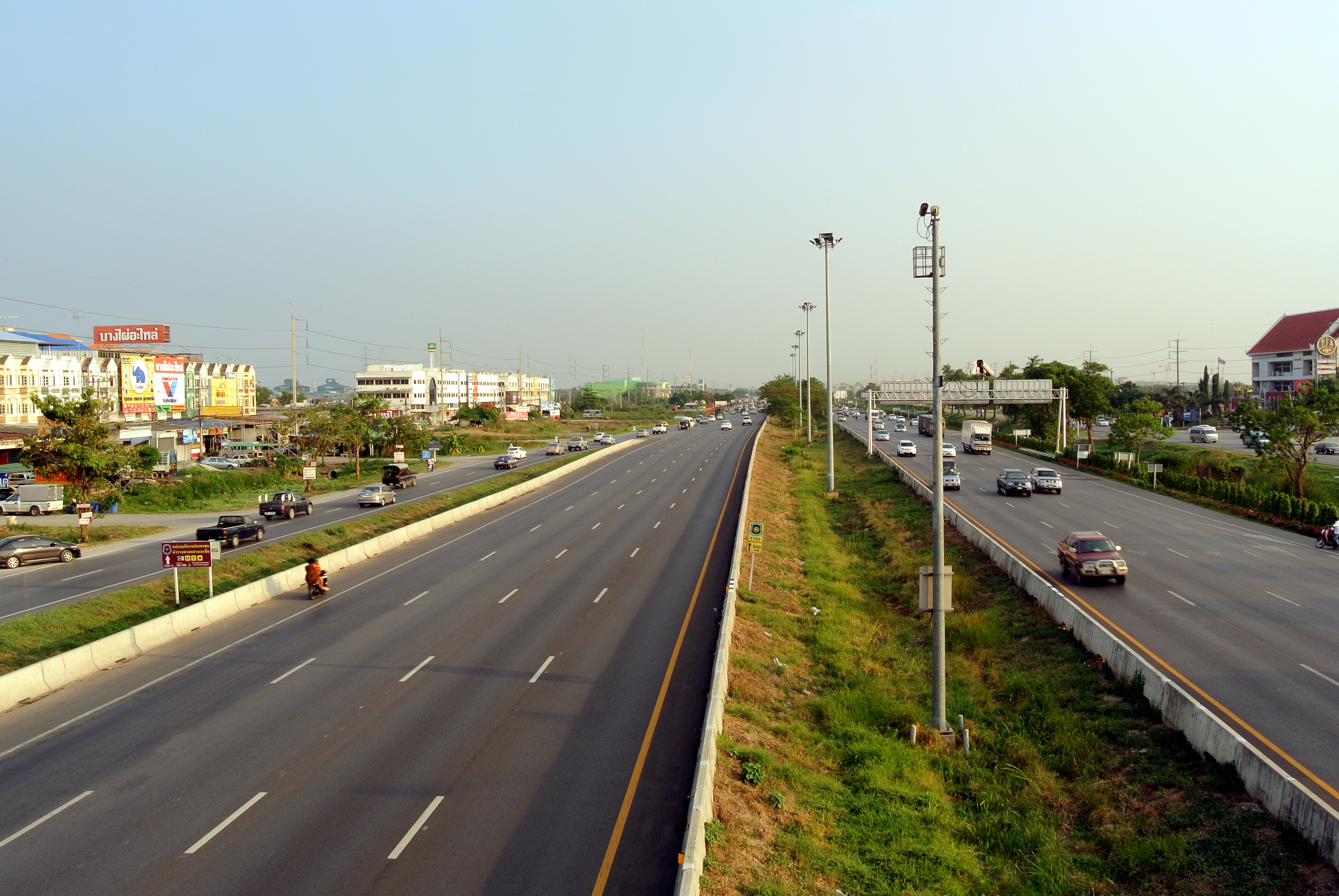
AH1, AH2 et Thailand Route 32 à Ayutthaya.

La Thailand National Route 4 de Sa Dao à Phatthalung, puis la Thailand Route 41 jusqu'à Chumphon, puis de nouveau la Route 4 jusqu'à Bangkok, puis la Route 338/Route 9 jusqu'à Bang Pa-in, se superposant à l'AH1 jusqu'à Tak, puis la Route 1 jusqu'à Mae Sai :
Sa Dao — Hat Yai — Bangkok — Bang Pa-in —  Nakhon Sawan — Tak — Chiang Rai — Mae Sai

## Birmanie
L'AH 2 utilise la Route 4 jusqu'à Meiktila, puis se superpose à l'AH1 jusqu'à Tamu :
Tachilek — Kengtung — Meiktila — Mandalay — Tamu

## Inde
Moreh — Imphal — Kohima — Dimapur — Nagaon — Jorabat (— Guwahati) — Shillong — Dawki

## Bangladesh
- N2 - Tamabil — Sylhet — Katchpur — Dhaka
- N5 - Dhaka — Hatikamrul — Banglabandha

## Inde
Siliguri

## Népal
Kakarbhitta — Pathlaiya — Hetauda — Narayangarh — Kohalpur — Mahendranagar — Mahakali River

## Inde
Banbasa — Rampur (Uttar Pradesh) — New Delhi — Attari

## Pakistan
- Wagah — Lahore
- Lahore — Okara — Multan — Bahawalpur — Rahim Yar Khan — Rohri
- Rohri — Sukkur — Jacobabad — Sibi — Quetta
- Quetta — Dalbandin  — Taftan

## Iran
- :Mirjaveh — Zahedan — Kerman - Anar
- :Anar — Kashan — Qom
- :Qom — Salafchegan
- :Salafchegan— Saveh
- :Saveh — Hamadan — Kermanshah — Khosravi